# مارکو اسپینا
مارکو اسپینا (انگلیسی: Marco Spina؛ زادهٔ ۲۵ ژانویهٔ ۲۰۰۰) بازیکن فوتبال است.
از باشگاه‌هایی که در آن بازی کرده‌است می‌توان به باشگاه فوتبال اسپال اشاره کرد.